# Skelmersdale

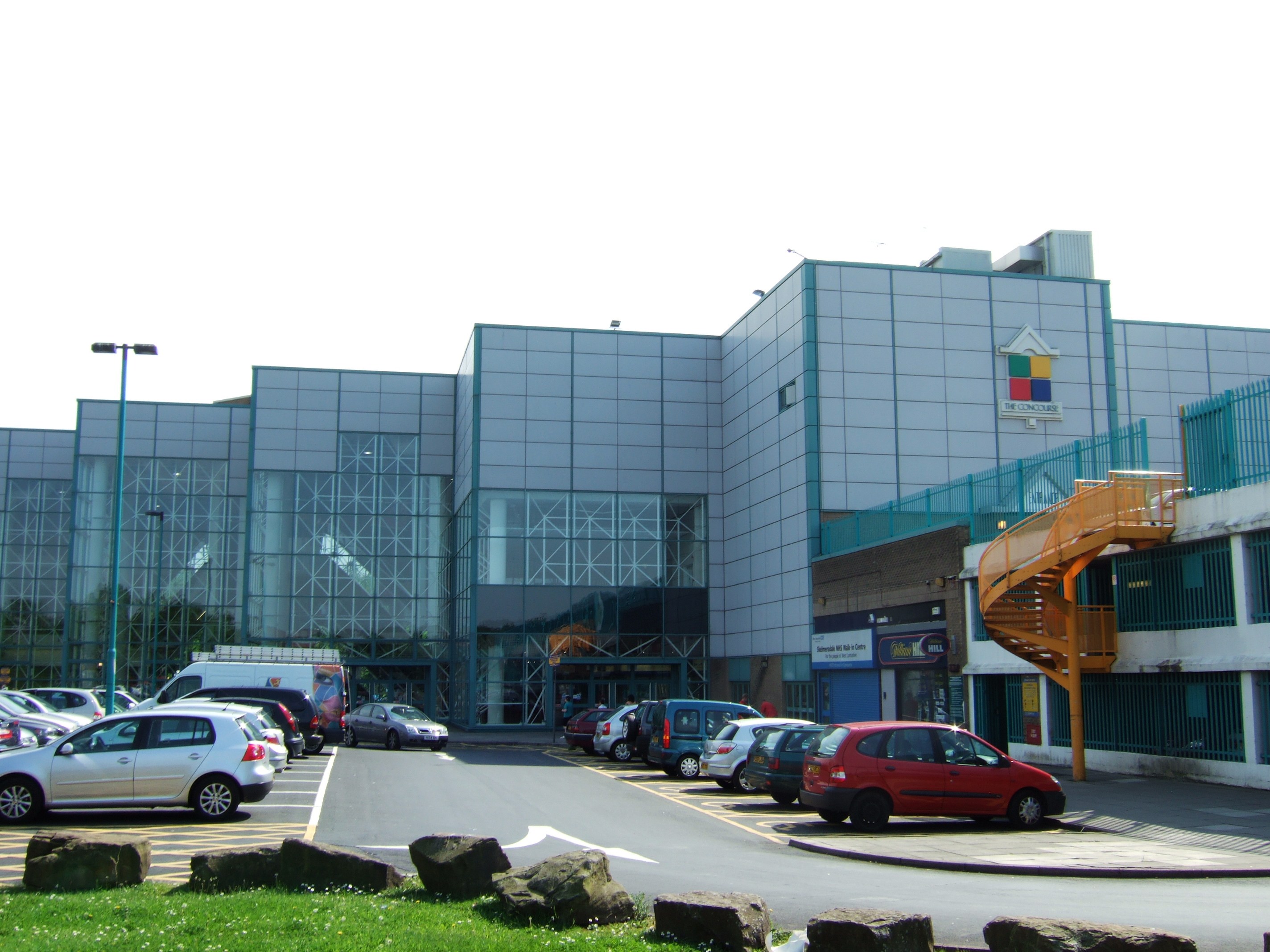

Skelmersdale est une ville située dans le district administratif de West Lancashire en Angleterre. Elle se trouve sur la rivière Tawd, à 10 km à l'ouest de Wigan, 21 km au nord-est de Liverpool, et 24 km au sud sud-ouest de Preston. Elle compte 38 813 habitants en 2006.